# I Still See You
I Still See You (Brasil: Rastros do Além / Portugal: Sei Que Estás Aqui) é um filme de suspense e de mistério americano, dirigido por Scott Speer, a partir de um roteiro por Jason Fuchs. É baseado no romance Break My Heart 1000 times, de Daniel Waters. É estrelado por Bella Thorne, Dermot Mulroney e Richard Harmon.
O filme foi lançado dia 12 de outubro de 2018 nos Estados Unidos, pela Lionsgate.

## Sinopse
O mundo atravessa um apocalipse que elimina parte da humanidade. No entanto, depois da catástrofe, vivos e mortos passam a viver juntos. Uma jovem passa nove anos neste local, levando uma rotina sem turbulências, até o dia em que é atacada. Ela precisa descobrir a origem do ataque enquanto luta pela sobrevivência.

## Elenco
- Bella Thorne como Veronica "Ronnie" Calder
- Richard Harmon como Kirk Lane
- Dermot Mulroney como August Bittner
- Amy Price-Francis como Anna Calder
- Shaun Benson como Robert Calder
- Louis Herthum como Dr. Martin Steiner
- Thomas Elms como Brian
- Sara Thompson como Janine
- Hugh Dillon como Mathison
- Marina Stephenson Kerr como Pastor Greer

- Darcy Fehr como Pai do Kirk

## Produção
Em julho de 2016, foi anunciado que Bella Thorne se juntou ao elenco do filme, com Scott Speer dirigindo um roteiro de Jason Fuchs baseado no romance Break My Heart 1000 Times, de Daniel Waters, Paul Brooks atuando como produtor do filme com Scott Niemeyer, Brad Kessell e Fuchs como produtores executivos. A Gold Circle Films produziu o filme. Em março de 2017, Dermot Mulroney e Richard Harmon se juntaram ao elenco do filme.

### Filmagem
A fotografia principal começou em março de 2017. Algumas partes do filme foram filmadas em Winnipeg, Canadá, em uma escola local, Daniel McIntyre Collegiate Institute. Algumas outras cenas também foram filmadas na ponte de Arlington, localizada na cidade. Muitas partes do filme baseadas em "Jewel City" foram filmadas em Carman, Manitoba.

## Lançamento
Nos EUA o filme foi lançado dia 12 de outubro de 2018 em outros países o filme lançou também em outubro do mesmo ano porém em alguns países o filme foi lançado somente em 2019 e o filme foi distribuído pela Lionsgate.

## Recepção

### Bilheteria
I Still See You arrecadou US$ 1.359 nos Estados Unidos e no Canadá e US $ 1,1 milhão em outros territórios, totalizando US$ 1,6 milhão no mundo inteiro.

### Resposta Crítica
No site Rotten Tomatoes, o filme mantém um índice de aprovação de 8% com base em 12 avaliações, com uma classificação de 3,5/10. No Metacritic, o filme tem uma pontuação média de 31 em 100, com base em 7 críticos, indicando "críticas geralmente desfavoráveis".